# Juninho (football, 1990)
Pour les articles homonymes, voir Juninho (homonymie).
Evanildo Borges Barbosa Júnior, dit Juninho, est un joueur de football brésilien né le 11 janvier 1990 à Salvador. Il joue au poste de défenseur (latéral gauche). 
En 2011, il est élu meilleur latéral gauche du championnat du Brésil avec le Figueirense FC. Il signe ensuite au SE Palmeiras.

## Distinctions individuelles
- Ballon d'argent brésilien en 2011